# Ваккарес (озеро)
Ваккаре́с (фр. Étang de Vaccarès) — озеро, или, точнее, лагуна с солёной водой, в водно-болотных угодьях Камарг в дельте реки Роны на юге Франции. Площадь озера — 65 км². Площадь водосборного бассейна — 384 км². Наибольшая глубина равна 2,1 м, средняя достигает 1,4 м. Объём воды — 93 млн м³.

## Описание

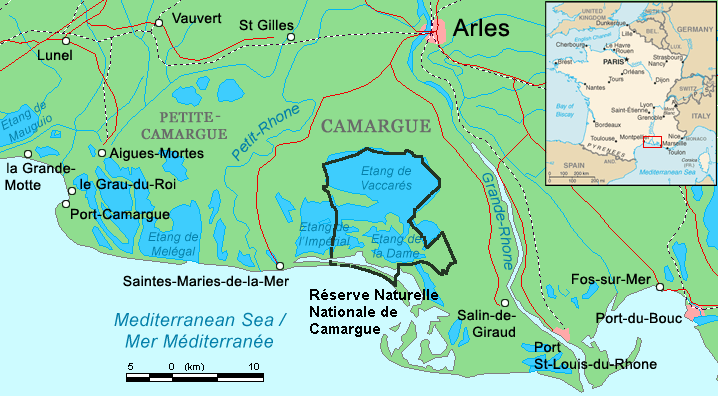
Карта Камарга с указанием местоположения озера Ваккарес

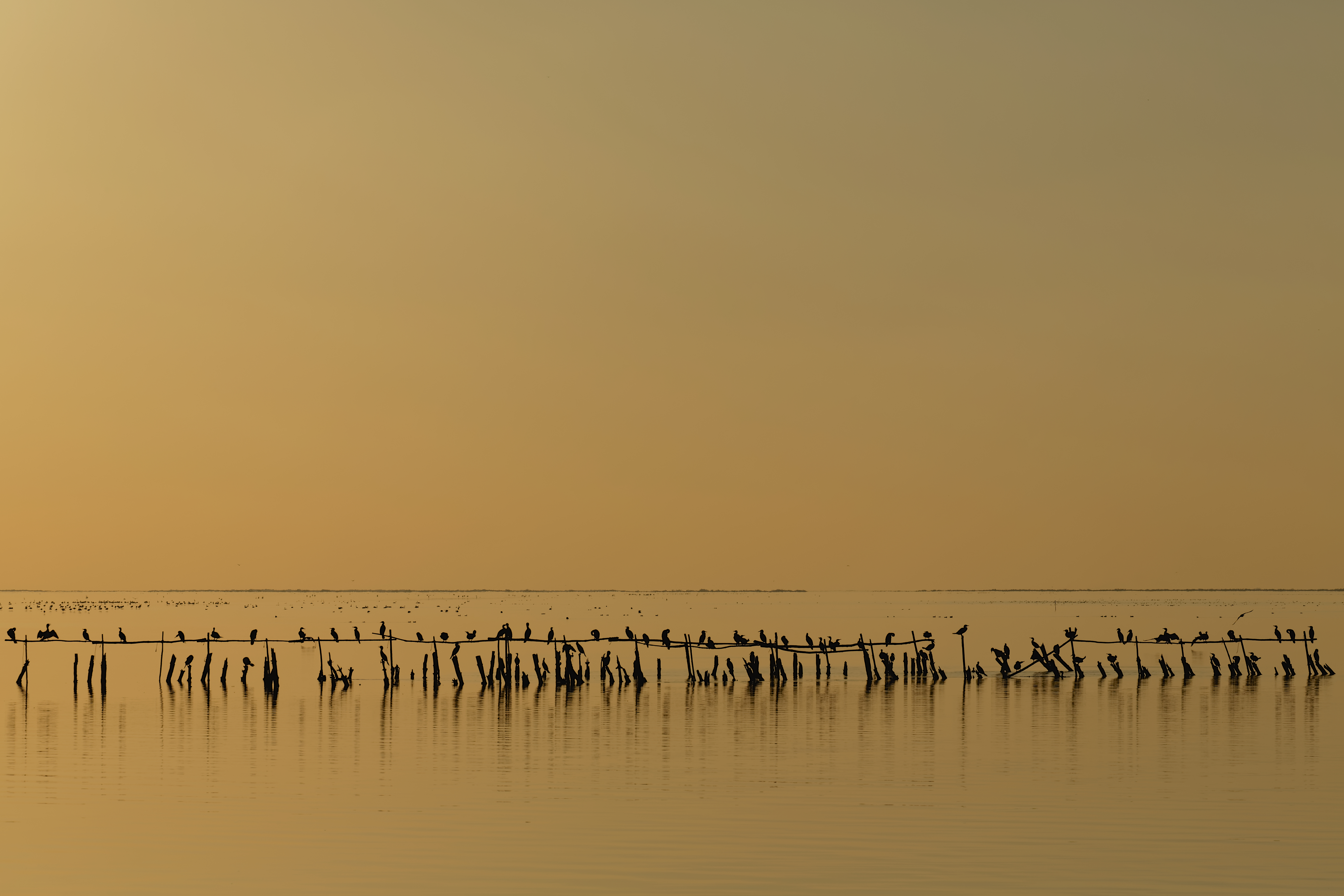
Бакланы в сумерках на озере Ваккарес

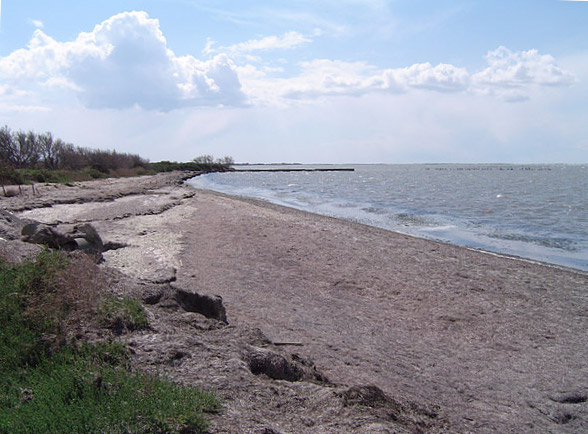
Береговая линия озера Ваккарес

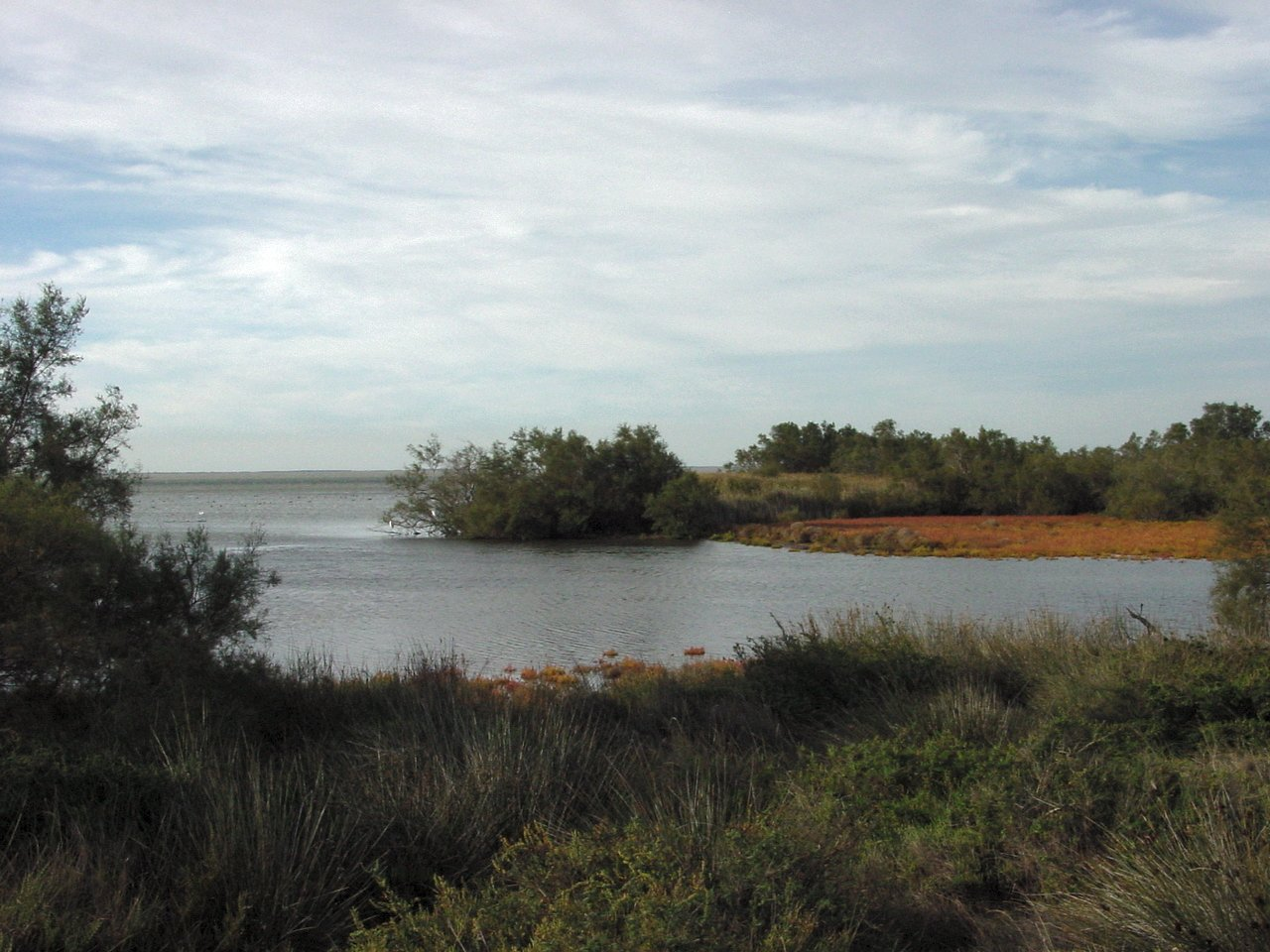
Берег озера Ваккарес

Это самое северное, а также самое большое из озёр Камарга; оно представляет собой основной элемент в системе управления водными ресурсами дельты Роны, которая зависит от регулирования водных ресурсов посредством насосных, ирригационных и дренажных станций, образующих сложную сеть каналов по всей дельте реки.
Озеро также является важным местом отдыха и питания перелётных птиц, а также имеет популяцию больших фламинго. Из-за своей важности для диких птиц озеро Ваккарес с окружающими его водно-болотными угодьями получило статус природного заповедника с 1927 года, а в 1972 году было включено в Региональный природный парк Камарг.

## Загрязнение
Несмотря на то, что озеро «защищено», оно, тем не менее, подвержено последствиям загрязнения от крупных промышленных парков поблизости и стока из окружающих сельскохозяйственных районов. Исследования показывают, что рыба из озера содержит значительные уровни загрязнения.

## Ваккарес в искусстве
- «Чудище из Ваккареса» — повесть французского писателя Жозефа д’Арбо (1874—1950)[3].